# Olly Lee
Oliver „Olly“ Robert Lee (* 11. Juli 1991 in Hornchurch, London) ist ein englischer Fußballspieler, der bei Heart of Midlothian unter Vertrag steht. Er ist der Bruder des Fußballspielers Elliot Lee und Sohn des ehemaligen englischen Nationalspielers Rob Lee.

## Karriere
Olly Lee wurde im Jahr 1991 als Sohn von Rob Lee in Hornchurch einem Stadtbezirk von London geboren. Sein Vater spielte zu diesem Zeitpunkt für den Londoner Verein Charlton Athletic. In seiner Jugend spielte Lee für West Ham United. Im Jahr 2009 erhielt er seinen ersten Profivertrag bei den Hammers. Für die erste Mannschaft des Vereins kam er jedoch zu keinem Einsatz. Von März bis Dezember 2011 wurde der Mittelfeldspieler an Dagenham & Redbridge verliehen. Danach folgte eine Leihe zum FC Gillingham. Nachdem der Vertrag bei West Ham nicht verlängert worden war, wechselte der 20-Jährige im Juli 2012 zum Viertligisten FC Barnet. Im März 2013 lieh ihn der Zweitligist Birmingham City aus. Obwohl er in zwei Monate zu keinem Einsatz in der 2. Liga gekommen war, verpflichtete ihn Birmingham für die kommende Saison. Von dort aus wurde Lee abermals verliehen. Mit Plymouth Argyle und Luton Town waren es zwei Viertligisten. Die Hatters aus Luton nahmen ihn im Anschluss der Leihe fest unter Vertrag. In der Saison 2017/18 wurde der Verein Vizemeister und stieg in die 3. Liga auf. Lee hatte daran als Stammspieler einen großen Anteil. Im Mai 2018 unterschrieb Lee einen Dreijahresvertrag beim schottischen Erstligisten Heart of Midlothian. Im Februar 2023 beendete er seine Karriere auf Grund seiner Arthritis Erkrankung. Seit Januar 2024 arbeitet er als Trainer der U18-Mannschaft von Ipswich Town.